# Джон Тейлор (музикант)
Джон Тейлор (англ. John Taylor) (нар. 20 червня 1960) — бас-гітарист британської рок-групи Duran Duran. Ім'я при народженні — Найджел Джон Тейлор.

## Біографія

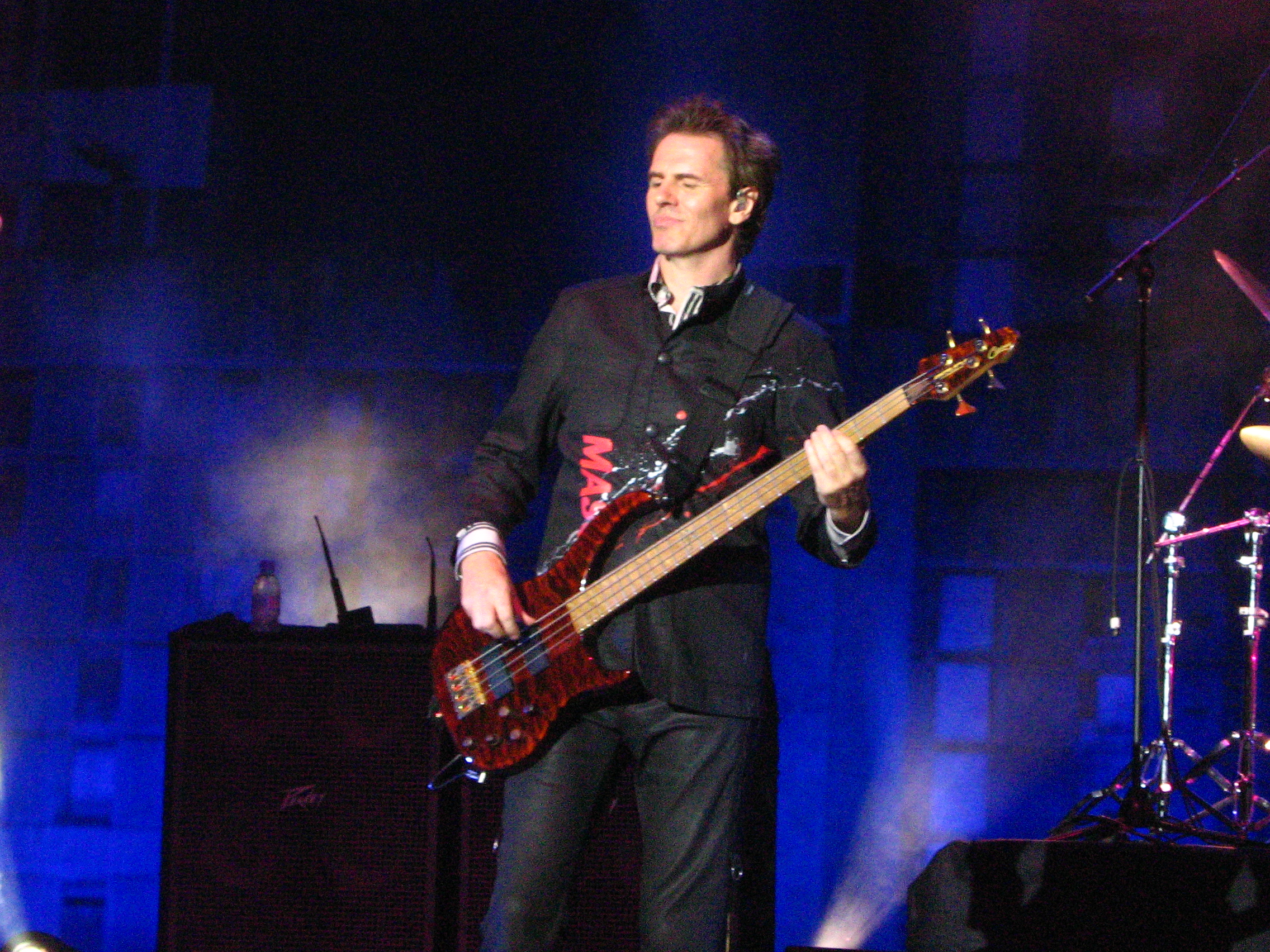
Джон Тейлор

Народився 20 червня 1960 року у Бірмінгемі (Велика Британія). Блискучий бас-гітарист.
Джон Тейлор є одним з засновників Duran Duran спільно з Ніком Родесом та Стівеном Даффі (1978). У 1985 р. Джон Тейлор, Енді Тейлор, Тоні Томпсон та Роберт Палмер  організували групу Power Station та випустили альбом «The Power Station».
У 1995 Джон Тейлор, Стів Джонс, Метт Сорум та Дафф МакКеган заснували групу Neurotic Outsiders.
У період з 1997 до 2001 займався сольною кар'єрою, а також знімався в кіно: «Шугатаун», «Різдвяна пісня діви», «Флінстоуни-2 (Віва кам'яний Вегас)», «рокери», «Вегас — місто мрії». Після 2001 року відбулося возз'єднання першої п'ятірки Duran Duran.

## Дискографія
З Duran Duran:
- Duran Duran (1981)
- Rio (1982)
- Seven and the Ragged Tiger (1983)
- Arena (Live) (1984)
- "A View to a Kill" (Сингл) (1985)
- Notorious (1986)
- Big Thing (1988)
- Decade: Greatest Hits (Збірка) (1989)
- Liberty (1990)
- The Wedding Album (1993)
- Thank You (1995)
- Medazzaland (4 tracks) (1997)
- Greatest (Збірка) (1998)
- Astronaut (2004)
- Red Carpet Massacre (2007)

З Power Station:
- The Power Station (1985)
- Living In Fear (1996) (9 пісень як спів-автор)

З Neurotic Outsiders:
- Neurotic Outsiders (1996)

Соло:
- I Do What I Do... (Theme for 9½ Weeks) (Сингл) (1986)
- Feelings Are Good and Other Lies (1997)
- Autodidact (EP) (1997)
- :Resumé (З Jonathan Elias) (1999)
- Meltdown (1999)
- The Japan Album (1999)
- The Japan EP (EP) (2000)
- Live Cuts (Live) (2000)
- Terroristen: Live At The Roxy (Live) (2001)
- Techno For Two (2001)
- Retreat Into Art (2001)
- MetaFour (2002)